# Joseph Georg Mansfeld

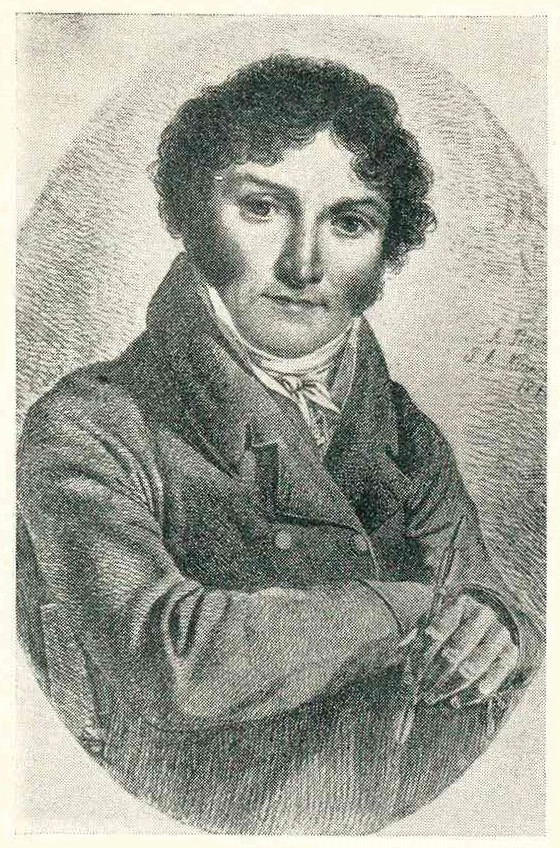
Joseph Georg Mansfeld gezeichnet von Johann Adam Klein

Joseph Georg Mansfeld, auch Johann Georg Man(n)sfeld (* 18. März 1764 in Wien, Pfarre Maria Treu; † 21. Dezember 1817 ebenda), war ein österreichischer Kupferstecher, Lithograf und Maler.

## Leben
Joseph Georg Mansfeld war ein Sohn von Johann Ernst Mansfeld (1739–1796), der aus einer in Prag ansässigen Kupferstecherfamilie stammte und ihm ersten Unterricht in dieser Kunst erteilte. Später besuchte Mansfeld die Akademie der bildenden Künste Wien. Er betrieb eine Schriftgießerei, die seinen Lebensunterhalt finanzierte. Anhand von Notendrucken ist nachweisbar, dass er 1802 Kenntnis von der Lithografietechnik hatte. 1811 lithografierte er nach Vorlagen von Johann Adam Klein, mit dem er befreundet war. 1815 gründete Mansfeld das „k.k. Lythographische Bureau“ in Wien, für das unter anderem auch Klein arbeitete, und war als k. k. Cabinetskupferstecher tätig. Neben seinen eigenständigen Radierungen, Stichen und Aquarellen illustrierte er zahlreiche Almanache und Taschenbücher.
Sein Enkel Josef Mansfeld (1819–1894) war ein ebenfalls in Wien wirkender Maler.

## Werke (Auswahl)

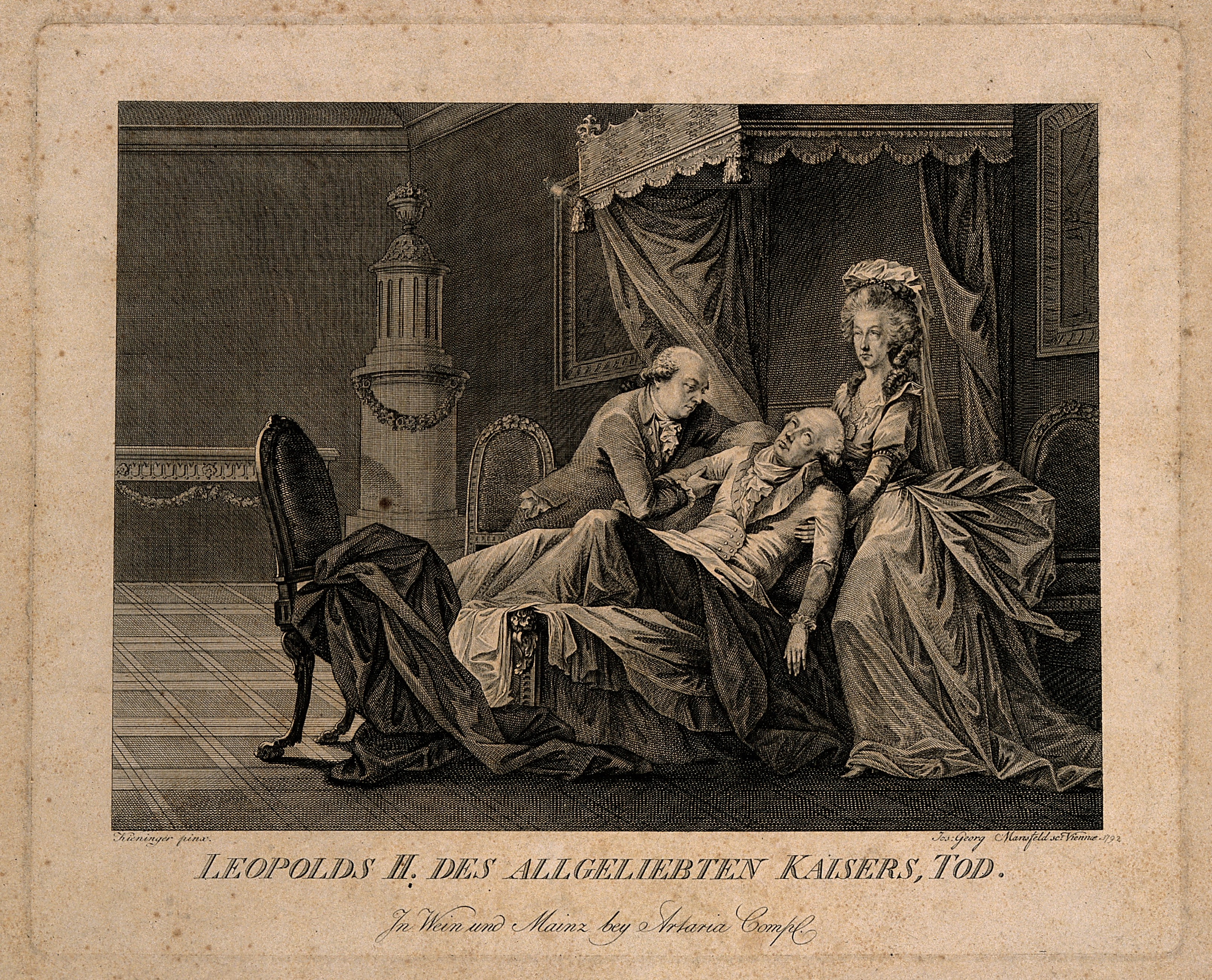
Kaiser Leopold II. in den Armen seiner Gemahlin und seines Sohnes sterbend, Stich von Mansfeld aus dem Jahr 1792

- Kaiser Leopold II. in den Armen seiner Gemahlin und seines Sohnes sterbend, nach Vinzenz Georg Kininger, 1792, Stich, 23,8 × 31 cm, Wellcome Library, London[2]
- Aquarellporträt des Kaisers Ferdinand I., 1800
- Zwei Krieger auf Wache, 1800, Zeichnung (Pinsel in Schwarz), 15,1 × 22,9 cm, Albertina[3]
- Porträt von Johann Adam Klein, 1815, Radierung, bezeichnet mit „J. G. Mansfeld pinx. Et sc. 1815, J. A. Klein, zum Andenken von seinem Freund J. G. Mansfeld“, Graphische Sammlung des Fachs Kunstgeschichte der Universität Trier[4]
- Die alliierten Monarchen, nach Johann Adam Klein, 1816, Gouache, 56,8 × 47,8 cm, Albertina[5]
- Aquarellporträt der Herzogin von Oldenburg
- Diana und Endymion, Zeichnung (Pinsel in Braun), 31,4 × 23,4 cm, Albertina[6]
- Semiramis, nach Heinrich Füger, Stich, Halbfigur
- Eine vor der Janusherme opfernde Nymphe, nach Anton Petter, Stich
- Große Landschaft mit einer Fontaine, die mit einer Statue geziert ist, nach Michael Wutky, Stich